# Calzada de Don Diego
Calzada de Don Diego – gmina w Hiszpanii, w prowincji Salamanka, w Kastylii i León, o powierzchni 44,2 km². W 2011 roku gmina liczyła 199 mieszkańców.